# Мрех, Гадир
Гади́р Кама́ль-Мрех (араб. غدير كمال مريح‎, ивр. ע'דִיר כַּמַאל מְרֵיח‎, род. 21 июня 1984, Далият-аль-Кармель, Израиль) — израильский политик и журналистка друзского происхождения. В 2017 году она стала первой женщиной-друзом, которая вела новостную программу на иврите на израильском телевидении. В апреле 2019 года она была избрана в Кнессет как член альянса «Кахоль-лаван», войдя в историю как первая друзская женщина, ставшая депутатом Кнессета. Впоследствии она была избрана в Кнессет в составе альянса «Кахоль-лаван» на выборах в сентябре 2019 и марте 2020 года. Она покинула «Кахоль-лаван» 29 марта 2020 года и перешла в «Йеш Атид». В июне 2021 года она стала сотрудничать с Еврейским агентством для Израиля и была отправлена в Вашингтон в качестве старшего эмиссара организации.

## Биография
Гадир Камаль-Мрех родилась в Далият-эль-Кармель, деревне на горе Кармель, в семье друзов. Её отец — строительный подрядчик. Мрех помнит, как её отец каждый День независимости украшал их машину израильскими флагами.
Камаль-Мрех с юности интересовалась тележурналистикой; в 12 лет работала волонтёром на местной радиостанции, а также вела программы на кабельном телевидении. Она получила степень бакалавра общественных наук и медицинской визуализации в Университете Бар-Илана и начала свою карьеру в качестве специалиста по УЗИ сосудов. Позже она получила степень магистра международных отношений по специальности «Ведение переговоров» в Хайфском университете.
Она замужем за Шади Мрехом, инженером-электриком и электронщиком. У пары двое сыновей, и они проживают в её родном городе Далият-эль-Кармель. В то время как мать и бабушка Камаль-Мрех — религиозные матери-домохозяйки, она идентифицирует себя как нерелигиозную женщину.

## Журналистская карьера
В 2012 году Камаль-Мрех была нанята Израильской общественной радиовещательной корпорацией для представления программы тележурнала на арабском языке. В 2015 году она была выбрана ведущей новостной программы на арабском языке на 33 канале.
В феврале 2017 года Камаль-Мрех стала ведущей выпуска выходного дня на иврите на Первом канале, став первой женщиной-нееврейкой, которая вела новостную программу на иврите на израильском телевидении. Она была временной заменой штатной ведущей Михаль Рабинович, которая вернулась в программу через семь месяцев.
Камаль-Мрех три месяца тренировалась с телесуфлёром, чтобы передавать новости на иврите. Однако она всегда произносила арабские имена с арабским акцентом. Некоторые лидеры общины жаловались её родителям на её новую работу, говоря, что женщина-друз не должна работать по вечерам и в нерабочее время, но Камаль-Мрех получила поддержку со стороны родителей и мужа, а также духовного лидера общины, Шейха Муафака Тарифа.

## Политическая и дипломатическая карьера
Перед выборами в Кнессет в апреле 2019 года Камал-Мри присоединилась к Хосен ле-Исраэль, члену альянса «Кахоль-лаван», и заняла 25-е место в списке «Кахоль-лаван». Когда она присоединилась к фракции, она заявила, что одной из её целей было внести поправки в Закон о национальном государстве Израиля, в котором уточняется природа Государства Израиль как национального государства еврейского народа.
Камаль-Мрех была избрана в Кнессет, когда альянс «Кахоль-лаван» получил на выборах 35 мест. Она первая друзская женщина, ставшая депутатом Кнессета.
В июле 2021 года она стала сотрудницей Еврейского агентства. Она служит специальным связным с Еврейской федерацией Большого Вашингтона, а также работает в координации с Hillel International, чтобы продвигать интерес еврейских студентов к Израилю в кампусах американских колледжей.